# Kamil Grabara
Kamil Mieczysław Grabara (* 8. ledna 1999) je polský profesionální fotbalista, který hraje na pozici brankáře za německý klub VfL Wolfsburg a polský národní tým.

## Klubová kariéra

### Počátky kariéry
Grabara přestoupil do Liverpoolu před sezónou 2016/17 z Ruchu Chorzów za 250 000 liber a do prvního týmu byl povýšen v sezóně 2018/19. Pravidelně trénoval s prvním týmem na Melwoodu a seniorský debut si odbyl v přátelském zápase s Tranmere Rovers v červenci 2018. Dne 26. září 2018 byl Grabara poprvé zařazen na lavičku náhradníků při prohře Liverpoolu 2:1 v EFL Cupu s Chelsea na Anfieldu. Dne 6. ledna 2019 odešel Grabara na hostování do Aarhusu až do konce sezóny. Dne 15. července 2019 se Grabara připojil na roční hostování ke klubu Huddersfield Town.
Na konci září 2020 se Grabara vrátil na hostování do dánského klubu Aarhus GF na sezónu 2020/21.

### Kodaň
Dne 3. července 2021 přestoupil Grabara natrvalo do klubu FC Kodaň, kde podepsal pětiletou smlouvu. Po svých výkonech za klub jak v Superligaen, tak v Lize mistrů UEFA, obdržel v prosinci 2022 Grabara ocenění "Brankář roku" od místního sportovního magazínu Tipsbladet.

### Wolfsburg
Dne 6. září 2023 bundesligový klub VfL Wolfsburg oznámil podpis dlouholeté smlouvy s Grabarou, počínaje 1. červencem 2024, aby nahradil odcházejícího Koena Casteelse. Přestupová částka byla stanovena na přibližně 13,5 milionu eur, přičemž Wolfsburg měl možnost, aby se k němu Grabara připojil již v lednu 2024, ale nevyužil ji.

## Reprezentační kariéra
Grabara byl brankářskou jedničkou Polska U21 po většinu svého působení v týmu. Debutoval 14. listopadu 2017 proti Dánsku U21.

### Seniorská kariéra
Grabara byl poprvé povolán do seniorského polského národního týmu na přátelský zápas proti Skotsku (domov jeho nejlepšího přítele, Scotta McKenny) a na baráž kvalifikace na Mistrovství světa ve fotbale 2022 proti Švédsku, která se konala 24. a 29. března 2022. Dne 1. června 2022 debutoval v základní sestavě při domácím vítězství 2:1 v rámci Ligy národů UEFA 2022/23 nad Walesem.
Dne 20. října 2022 byl Grabara vybrán manažerem Czesławem Michniewiczem do finálního kádru pro Mistrovství světa ve fotbale 2022, čímž nahradil Bartłomieje Drągowského, který se zranil krátce před turnajem. Grabara se během turnaje ani jednou neobjevil, protože Polsko bylo vyřazeno v osmifinále Francií.

## Osobní život
Grabara pochází ze Slezské Rudy v jižním Polsku. Byl druhým polským brankářem Liverpoolu po Jerzy Dudkovi, hrdinovi finále Ligy mistrů UEFA 2004/05.

## Statistiky

### Klubové
Platí k zápasu hranému 17. května 2025.
| Klub                          | Sezóna            | Liga              | Liga   | Liga | Národní pohár | Národní pohár | Kontinentální | Kontinentální | Celkově | Celkově |
| Klub                          | Sezóna            | Soutěž            | Zápasy | Góly | Zápasy        | Góly          | Zápasy        | Góly          | Zápasy  | Góly    |
| ----------------------------- | ----------------- | ----------------- | ------ | ---- | ------------- | ------------- | ------------- | ------------- | ------- | ------- |
| Ruch Chorzów II               | 2015/16           | III liga          | 1      | 0    | —             | —             | —             | —             | 1       | 0       |
| Liverpool                     | 2018/19           | Premier League    | 0      | 0    | 0             | 0             | 0             | 0             | 0       | 0       |
| Aarhus (hostování)            | 2018/19           | Superligaen       | 16     | 0    | 0             | 0             | —             | —             | 16      | 0       |
| Huddersfield Town (hostování) | 2019/20           | EFL Championship  | 28     | 0    | 0             | 0             | —             | —             | 28      | 0       |
| Aarhus (hostování)            | 2020/21           | Superligaen       | 29     | 0    | 5             | 0             | —             | —             | 35      | 0       |
| Kodaň                         | 2021/22           | Superligaen       | 32     | 0    | 0             | 0             | 12            | 0             | 44      | 0       |
| Kodaň                         | 2022/23           | Superligaen       | 23     | 0    | 5             | 0             | 4             | 0             | 32      | 0       |
| Kodaň                         | 2023/24           | Superligaen       | 32     | 0    | 4             | 0             | 14            | 0             | 50      | 0       |
| Kodaň                         | Celkově           | Celkově           | 87     | 0    | 14            | 0             | 30            | 0             | 126     | 0       |
| VfL Wolfsburg                 | 2024/25           | Bundesliga        | 29     | 0    | 3             | 0             | 0             | 0             | 32      | 0       |
| Celkově v kariéře             | Celkově v kariéře | Celkově v kariéře | 190    | 0    | 17            | 0             | 30            | 0             | 237     | 0       |

### Reprezentační
Platí k zápasu hranému 1. června 2022.
| Národní tým | Rok     | Zápasy | Góly |
| ----------- | ------- | ------ | ---- |
| Polsko      | 2022    | 1      | 0    |
| Celkově     | Celkově | 1      | 0    |

## Úspěchy
Kodaň
- Superligaen: 2021/22, 2022/23
- Dánský pohár: 2022/23

Individuální
- Brankář roku v Dánsku: 2022, 2023